# DJI AeroScope
A DJI AeroScope a DJI cég pilóta nélküli légi járművek (UAV) felderítésére és nyomkövetésére alkalmas rendszer, amely védett légterek monitorozására szolgál. 2017-től forgalmazza a DJI. A rendszer csak rendvédelmi szervek és más, a repülésbiztonság terén illetékes hatóságok és személyek számára érhető el. Fő használói a különféle rendvédelmi szervek (pl. rendőrség).

## Jellemzői
A rendszer a földi irányító berendezés (kontroller) és a pilóta nélküli repülőgép közötti adatforgalmat monitorozza a 2,4 és 5,8 GHz-es frekvencián. Az eszközzel a kereskedelmi forgalomban kapható UAV-ok nagy többsége (elsősorban a DJI gyártmányú eszközök) megfigyelhető, monitorozható és azonosítható.
A repülőgép és a földi állomás közötti adatforgalom (telemetriai adatok) lehallgatásával az AeroScop az üzemelő UAV esetében képes meghatározni:
- a repülő eszköz típusát és egyedi azonosítószámát,
- a repülési jellemzőket (repülési sebesség, magasság, irány, pillanatnyi földrajzi koordináták)
- a földi irányító egység (kontroller) helyzetét,
- valamint a felszállás helyét (ún. home point).

Az AeroScope által gyűjtött adatok segítségével az eszköz használói képesek felderíteni a tiltott légterekben történő UAV-használatot és szükség esetén megfelelő ellenintézkedéseket foganatosítani.
Kétféle kivitelben érhető el. A fixen telepített eszköz nagy kiterjedésű területek (elsősorban repülőterek) védelmére használható. A rendszer észlelési hatótávolsága a telepített antenna méretétől függően optimális esetben 50 km. Elektromos hálózatról és akkumulátorról egyaránt üzemeltethető. Kétféle antennarendszerrel szerelhető, a G–8 és a G–16 antennákkal. Az antennák az AS–F1800 központi egységhez csatlakoznak, amely hálózati kábellel vagy vezeték nélküli hálózaton keresztül kapcsolódhat a kezelő számítógéphez. A rendszer 220 V-os hálózatról üzemel.
Az AeroScope-nak létezik mobil változata is, amely elsősorban rendezvények (pl. sportesemények, állami rendezvények stb.) légterének időszakos biztosítására használható. A mobil változat maximális észlelési távolsága 5 km. Elektromos hálózatról és akkumulátorról egyaránt üzemeltethető.
A rendszer kezelőszoftvere a DJI Assistant 2 for AeroScope. Ennek legújabb kiadása a 2.0.1-es verzió (2019. március 14.).